# Ендрюс (Індіана)
Ендрюс (англ. Andrews) — місто (англ. town) в США, в окрузі Гантінгтон штату Індіана. Населення — 1048 осіб (2020).

## Географія
Ендрюс розташований за координатами 40°51′36″ пн. ш. 85°36′8″ зх. д. / 40.86000° пн. ш. 85.60222° зх. д. (40.859914, -85.602124).  За даними Бюро перепису населення США в 2010 році місто мало площу 1,69 км², з яких 1,67 км² — суходіл та 0,02 км² — водойми.

## Демографія
Згідно з переписом 2010 року, у місті мешкало 1149 осіб у 435 домогосподарствах у складі 302 родин. Густота населення становила 680 осіб/км².  Було 512 помешкання (303/км²).
Расовий склад населення:
| - 96,3 % — білих - 1,0 % — корінних американців - 0,3 % — чорних або афроамериканців - 0,3 % — азіатів |

До двох чи більше рас належало 1,8 %. Частка іспаномовних становила 1,9 % від усіх жителів.
За віковим діапазоном населення розподілялося таким чином: 27,7 % — особи молодші 18 років, 60,0 % — особи у віці 18—64 років, 12,3 % — особи у віці 65 років та старші. Медіана віку мешканця становила 36,4 року. На 100 осіб жіночої статі у місті припадало 104,4 чоловіків;  на 100 жінок у віці від 18 років та старших — 105,7 чоловіків також старших 18 років.
Середній дохід на одне домашнє господарство  становив 36 567 доларів США (медіана — 30 417), а середній дохід на одну сім'ю — 47 734 долари (медіана — 48 333). Медіана доходів становила 39 583 долари для чоловіків та 29 231 долар для жінок. За межею бідності перебувало 29,9 % осіб, у тому числі 44,4 % дітей у віці до 18 років та 12,5 % осіб у віці 65 років та старших.
Цивільне працевлаштоване населення становило 442 особи. Основні галузі зайнятості: виробництво — 35,7 %, освіта, охорона здоров'я та соціальна допомога — 18,8 %, мистецтво, розваги та відпочинок — 9,5 %, роздрібна торгівля — 7,9 %.